# Gynoplistia fulgens
Gynoplistia fulgens är en tvåvingeart som beskrevs av Frederick Wollaston Hutton 1900. Gynoplistia fulgens ingår i släktet Gynoplistia och familjen småharkrankar. Inga underarter finns listade i Catalogue of Life.